# آرونا لاما
آرونا لاما (نپالی: अरुणा लामा؛ ۹ سپتامبر ۱۹۴۵ – ۴ فوریهٔ ۱۹۹۸) موسیقی‌دان و یکی از خوانندگان معروف موسیقی اهل نپال بود که که به عنوان «بلبل» شناخته شده‌است. وی بین سال‌های ۱۹۵۲ تا ۱۹۹۸ میلادی فعالیت می‌کرد و صدها آهنگ نپالی، از جمله تعدادی آهنگ برای فیلم‌های نپالی را خواند، وی یک نشانه ماندگار را به عنوان یکی از بهترین خوانندگان در موسیقی نپالی باقی گذاشت.

## زندگی‌نامه
آرونا لاما در ۹ سپتامبر ۱۹۴۵ در Ghoom Pahar، دارجلینگ، راج بریتانیا زاده شد. او از عموی خود الهام گرفت تا از سن ۷ سالگی آواز بخواند. او در رقابت‌های موسیقی در سال ۱۹۵۶ در سن ۱۱ سالگی برنده شد و سپس هیچ وقت به عقب نگاه نکرد. او پس از گذراندن تحصیلات ابتدایی و متوسطه مدرک کارشناسی‌ارشد خود را از (کالج دولتی دارجلینگ) دریافت کرد. در سال ۱۹۶۳، آرونا لاما با Saran Pradhan، یکی دیگر از نوازندگان نپالی ازدواج کرد. در سال ۱۹۷۴ شوهر او مرد و پس از آن او سخت تلاش کرد تا دو فرزندش را بزرگ کند لذا به عنوان دستیار معلم در یک مدرسه کار می‌کرد و در نهایت در اداره رفاه اجتماعی دارجلینگ کار پیدا کرد و تا ۱۹۹۸ کار می‌کرد. آرونا تا آخر عمرش آواز می‌خواند.